# Necdet Kent
İsmail Necdet Kent (1 januari 1911 - 20 september 2002) was een Turks diplomaat die zijn leven riskeerde om Joden te redden tijdens de Tweede Wereldoorlog. Als consul-generaal in Marseille (Frankrijk, 1941 en 1944), verleende hij de Turkse nationaliteit aan tientallen Turkse Joden die in Frankrijk woonden zonder correcte identiteitsdocumenten om hen van deportatie naar de gaskamers te redden.
In 1943 kreeg Kent er lucht van dat een trein met tachtig Turkse Joden op punt van vertrekken stond richting Auschwitz. Toen nazi-wachters weigerden aan zijn sommatie om deze mensen eruit te laten te voldoen, klom Kent zelf op de trein. Na een uur kreeg hij de Joden vrij.
In 2001 werd Kent, tegelijk met twee andere diplomaten (Namik Kemal Yolga en Selahattin Ülkümen) een hoge Turkse onderscheiding verleend, alsmede een speciale onderscheiding van Israël voor het redden van Joden gedurende de Holocaust, met het opschrift: 'Wie één leven redt, redt de hele wereld'.
Na de oorlog was Kent achtereenvolgens consul in de VS en ambassadeur in Thailand, India, Zweden en Polen.